# Perezia multiflora
Perezia multiflora là một loài thực vật có hoa trong họ Cúc. Loài này được (Humb. & Bonpl.) Less. mô tả khoa học đầu tiên năm 1830.